# Claude Ducrocq
Claude Ducrocq – francuski duchowny katolicki, biskup Kościół Maryi Panny.

## Życiorys
Święcenia kapłańskie przyjął w 1983 z rąk bp Mario Cornejo, zostając duchownym Kościoła Maryi Panny (Stowarzyszenie Kultowe Katolickiego Kościoła Gallikańskiego Normandii). Sakrę biskupią przyjął 11 października 1987 roku wraz z Rolandem Fleurym, z rąk bp Mario Cornejo.